# Rhinogradentia (fictie)
De Rhinogradentia (uit het Grieks: rhis = neus en het Latijn: gradior = schrijden; een betere afleiding zou zijn: Rhinogradientia) of Snuiters zijn een fictieve, voormalige orde van zoogdieren, die volledig endemisch voorkwamen op het eiland Heidadaifi (Engels: Hi-Duddify) van de eveneens fictieve Heieiei-eilandengroep (Engels: Hi-Iay) in de Stille Oceaan.
De Rhinogradentia zijn in 1961 beschreven door Harald Stümpke, pseudoniem van prof. Gerolf Steiner in Bau und Leben der Rhinogradentia. De afbeeldingen zijn gemaakt door Gerolf Steiner, wiens pseudoniem Harald Stümpke was.
De Heieiei-eilandengroep met zijn flora en fauna is echter verdwenen, naar verluidt ten gevolge van een (fictieve) kernproef.
De evolutionaire radiatie die deze groep heeft ondergaan vertoont een analogie met die van de Darwinvinken. Het meest opmerkelijke kenmerk was het "nasorium", een van de neus van voorouders afgeleid orgaan, dat zodanig geëvolueerd is dat het allerlei functies kan vervullen.

## Systematiek
Stümpke's boekje classificeert 138 soorten in de onderstaande geslachten:
- Archirrhinos
- Cephalanthus
- Columnifax
- Dulcicauda
- Eledonopsis
- Emunctator
- Enterorrhinus
- Hexanthus
- Holorrhinus
- Hopsorrhinus
- Larvanasus
- Liliopsis
- Mammontops
- Mercatorrhinus
- Nasobema[3]
- Nudirhinus
- Orchidiopsis
- Otopteryx
- Phinochilopus
- Phyllohoppla
- Remanonasus
- Rhinolimacius
- Rhinosiphonia
- Rhinostentor
- Rhinotaenia
- Rhinotalpa
- Rhizoidonasus
- Stella
- Tyrannonasus

De Insectivora worden genoemd als de zustergroep van (het meest verwant aan) de Rhinogradentia.
Hoewel in het boekje van Stümpke zowel een afbeelding van een fylogenetische stamboom als een taxonomische indeling wordt gegeven en wordt vermeld dat de indeling de stamboom geheel volgt, zijn er kleine verschillen waarneembaar tussen de afbeelding en de indeling.
| Systematiek van de Rhinogradentia | Systematiek van de Rhinogradentia |
| Fylogenetische stamboom: | Taxonomische indeling: |
| --- | --- |
| - - Insectivora - Rhinogradentia - Archirrhinos - - - - - Nasolimaceus - - Emunctator - Dulcicauda - Columnifax - - - - Rhinosiphonia - Rhinostentor - Rhinotaenia - - - Rhinotalpa - Enterorrhinus - - Holorrhinus - Remanonasus - - Phyllohoppla - - - - Hopsorrhinus - Mercatorrhinus - Otopteryx - - Liliopsis - Orchidiopsis - - Rhinochilopus - - - - Nasobema - Stella - Tyrannonasus - - Mammontops - - - Hexanthus - Cephalanthus - Eledonopsis | - - Orde Insectivora - Orde Rhinogradentia - Onderorde Monorrhina - Sectie Pedestria - Tribus Archirrhiniformes - Familie Archirrhinidae - Geslacht Archirrhinos enige soort: Archirrhinos haeckelii - Sectie Nasestria - Tribus Asclerorrhina - Subtribus Epigeonasida - Familie Nasolimacidae - Geslacht Nasolimaceus - Geslacht Rhinolimaceus - Familie Rhinocolumnidae - Geslacht Emunctator - Geslacht Dulcicauda - Geslacht Dulcidauca - Geslacht Columnifax - Subtribus Hypgeonasida - Familie Rhinosiphonida - Geslacht Rhinotaenia - Geslacht Rhinosiphonia - Familie Rhinostentoridae - Geslacht Rhinostentor - Subtribus Georrhinida - Familie Rhinotalpidae - Geslacht Rhinotalpa - Geslacht Enterorrhinus - Familie Holorrhinidae - Geslacht Holorrhinus - Geslacht Remanonasus - Tribus Sclerorrhina - Subtribus Hopsorrhinida - Familie Amphihopsidae - Geslacht Phyllohoppla - Familie Hopsorrhinidae - Geslacht Hopsorrhinus - Geslacht Mercatorrhinus - Geslacht Otopteryx - Familie Orchidiopsidae - Geslacht Orchidiopsis - Geslacht Liliopsis - Onderorde Polyrrhina - Falanx Dolichoproata - Familie Rhinochilopidae - Geslacht Rhinochilopus - Falanx Brachyproata - Tribus Tetrarrhinida - Familie Nasobemidae - Geslacht Nasobema - Geslacht Stella - Familie Tyrannonasus - Geslacht Tyrannonasus - Tribus Hexarrhinida - Familie Isorrhinidae - Geslacht Eledonopsis - Geslacht Hexanthus - Geslacht Cephalanthus - Familie Anisorrhinidae - Geslacht Mammontops |
Er worden twee 'phalanges' onderscheiden, onder het niveau van de onderorde en boven dat van de familie.

## Vernoemingen
Er zijn twee recente soorten vernoemd naar Rhinogradentia: Tateomys rhinogradoides Musser, 1969 en Rhinogradentia steineri Amsel, 1970. Deze vlinder in het geslacht Rhinogradentia behoort tot de familie van de snuitmotten (Pyralidae).